# Taha Mourid
Taha Mourid, né le 4 mars 2002 à Casablanca, est un footballeur marocain qui joue au poste de gardien de but au Wydad AC.

## Biographie

### Formation au Wydad AC
Taha Mourid naît à Casablanca et est formé dans sa ville natale au sein du club du Wydad AC. En 2019, il intègre l'équipe réserve du club évoluant au niveau amateur.
Le 4 juillet 2022, il est titularisé en championnat marocain face au Fath Union Sports (défaite, 1-2). Lors de cette saison, il est sacré champion du Maroc 2021-22 en ayant joué qu'un seul match,.

### Équipe du Maroc
Taha Mourid reçoit cinq sélections avec le Maroc -15 ans.
Le 19 août 2018, il se qualifie pour la Coupe d'Afrique des nations -17 ans 2019 en Tanzanie en remportant le Tournoi de l'UNAF, après avoir battu la Tunisie -17 ans à Monastir sur le score d'un but à zéro. Prenant part à cette compétition il reçoit quatorze sélections avec le Maroc -17 ans mais est éliminé au premier tour de la CAN -17 ans.
Il reçoit également deux sélections avec l'équipe du Maroc -20 ans. Le 10 et 13 octobre 2020, il reçoit deux titularisations à l'occasion d'une double confrontation amicale face à la Mauritanie -20 ans.
En août 2022, il reçoit une convocation de Houcine Ammouta avec l'équipe du Maroc olympique pour une double confrontation amicale face au Sénégal olympique au Complexe sportif Moulay-Abdallah de Rabat. Cette double confrontation entre dans le cadre des préparations pour le CHAN 2023 prévu en Algérie. Les deux matchs se soldent sur deux défaites,.
Le 22 mars 2023, il retourne avec le Maroc olympique sous le nouveau sélectionneur Issame Charaï pour un match amical face à la Côte d'Ivoire olympique à Rabat dans le cadre des préparations à la Coupe d'Afrique des nations de football des moins de 23 ans qui se déroulera au Maroc en 2023,. Lors de ce match, il est titularisé mais encaisse trois buts (défaite, 2-3). Deux jours plus tard, il figure sur le banc lors d'un nouveau match amical face au Togo olympique, donnant ainsi sa place à Elias Mago (victoire, 2-0).

## Palmarès
Durant la saison 2021-22, il prend part à un match de championnat et remporte en fin de saison la Botola Pro.
| Wydad AC (1)                         | Maroc -17 ans (1)                            |
| ------------------------------------ | -------------------------------------------- |
| - Botola Pro (1): - Champion : 2022. | - Tournoi de l'UNAF (1): - Vainqueur : 2020. |

## Famille
Taha Mourid est le frère aîné du footballeur professionnel Aymane Mourid.